# Ayaoke
Ayaoke (ou Aiyaka) est un village du Cameroun, situé dans la Région du Sud-Ouest, à proximité de la frontière avec le Nigeria. Il est rattaché administrativement à la commune d'Eyumodjock, dans le département de la Manyu.

## Population
Ayaoke comptait 51 habitants en 1953, 165 en 1967, principalement Ejagham.
Lors du recensement de 2005 on y a dénombré 549 personnes.